# Parts per billion
Parts per US billion (forkortet ppb): betyder milliardedele eller 1 del pr. 109. Da billion har to forskellige betydninger og kan misforstås, anbefaler BIPM at ppb ikke bliver brugt.